# Anomis modesta
Anomis modesta là một loài bướm đêm trong họ Erebidae.